# Брије (Мерт и Мозел)
Брије (фр. Briey) је насељено место у Француској у региону Лорена, у департману Мерт и Мозел.
По подацима из 2011. године у општини је живело 5730 становника, а густина насељености је износила 211,21 становника/km².

## Демографија
| 1962. | 1968. | 1975. | 1982. | 1990. | 2011. |
| ----- | ----- | ----- | ----- | ----- | ----- |
| 5.391 | 4.966 | 5.352 | 4.357 | 4.514 | 5.730 |